# Álvaro Acevedo
Álvaro Acevedo, vollständiger Name Álvaro Acevedo Fagúndez, (* 18. Mai 1995 in Artigas) ist ein uruguayischer Fußballspieler.

## Karriere
Der 1,93 Meter große Defensivakteur Acevedo stand zu Beginn seiner Karriere bis Ende Januar 2016 in Reihen des Club Atlético Peñarol. Von den „Aurinegros“ wechselte er zum venezolanischen Klub Estudiantes de Caracas, der ihn unmittelbar an den Portuguesa FC weiterverlieh. Dort bestritt er zwei Spiele in der Primera División. Einen Treffer erzielte er nicht. Mitte Juli 2016 wurde er seitens Estudiantes auf Leihbasis an den uruguayischen Erstligaaufsteiger Boston River abgegeben. In der Saison 2016 kam er nicht zum Einsatz. In der Spielzeit 2017 stand er bislang (Stand: 9. August 2017) zumindest einmal am 20. Februar 2017 im Spieltagskader.